# 姫路大学短期大学部
姫路大学短期大学部（ひめじだいがくたんきだいがくぶ）は、学校法人弘徳学園が2018年4月に兵庫県姫路市に開学予定であった私立短期大学。申請が取り下げられたため開学されなかった。それに代わって、豊岡短期大学姫路キャンパスが設置されることとなった。

## 設置予定学科
- 教育福祉学科 [2]
- 教育福祉学科 （通信教育課程）[2]